# Annihilation of the Wicked
Annihilation of the Wicked je čtvrtou řadovou deskou americké deathmetalové kapely Nile. Byla nahrána v sestavě Karl Sanders – kytara + zpěv, Dallas Toler Wade – kytara + zpěv, George Kollias – bicí. Hudební portál About.com album umístil na svůj seznam 10 esenciálních death metalových alb.

## Seznam skladeb
1. Dusk Falls Upon the Temple of the Serpent on the Mount of Sunrise – 00:51
2. Cast Down the Heretic – 05:45
3. Sacrifice Unto Sebek – 03:03
4. User-Maat-Re – 09:15
5. The Burning Pits of the Duat – 03:53
6. Chapter of Obeisance Before Giving Breath to the Inert One in the Presence of the Cresent Shaped Horns – 05:21
7. Lashed to the Slave Stick – 04:18
8. Spawn of Uamenti – 01:14
9. Annihilation of the Wicked – 08:37
10. Von Unaussprechlichen Kulten – 09:47
11. SSS Haa Set Yoth (bonusová skladba pouze pro Japonsko) – 5:15